# Construction (John Cage)
Construction è una serie di tre brani del compositore statunitense John Cage, destinati ad inusuali percussioni. Li compose tra il 1939 e il 1942 mentre egli si trovava alla Cornish School of the Arts di Seattle e nella West Coast e li pensò per un'orchestra di percussioni assemblata con Lou Harrison. Alcune fonti testimoniano l'esistenza di un Fourth Construction, apparentemente o incompleto o, probabilmente, il titolo provvisorio di Imaginary Landscape No. 2 (March No. 1).

## First Construction (in Metal)
First Construction (in Metal) venne scritto nel 1939 ed inizialmente si intitolava Construction in Metal. Per sei musicisti e un assistente, è eseguito con, tra gli altri, dei gong giapponesi e balinesi, piatti turchi e cinesi, freni di automobili, incudini e un gong acquatico (ovvero immerso in acqua mentre vibra). Viene anche usato un piano, con l'assistente che applica un'asta di metallo alle corde.
In First Construction, Cage introdusse la tecnica della composizione usando "strutture ritmiche fisse". L'idea fu estremamente importante per la sua carriera e infatti durante i successivi 17 anni la maggior parte dei suoi lavori furono realizzati usando la stessa tecnica o sue varianti. In questo caso particolare la struttura di base è 4, 3, 2, 3, 4 e una singola unità contiene 16 battute. Quindi la composizione inizia con quattro unità di 16 battute ciascuna, prosegue con due sezione da tre unità e così via. Ogni unità è anche divisa nello stesso modo: quattro battute, quindi tre, quindi due, ecc. La prima parte del pezzo (quattro unità di 16 battute ciascuna) venne definita "esposizione" da Cage, e il finale (che è una sezione separata di nove battute) "coda". La musica stessa è costruita attorno a sedici motivi impiegati in sequenze rigorosamente determinate. Sia l'uso delle percussioni etniche sia la tecnica delle proporzioni ritmiche furono ispirate in parte dalle lezioni di Henry Cowell a cui Cage aveva partecipato a New York City nel 1933
Una registrazione da parte della London Sinfonietta è inclusa nel suo album del 2006 Warp Works & Twentieth Century Masters.

## Second Construction
Second Construction fu composto nel 1940 per quattro percussionisti. Sebbene adotti approssimativamente lo stesso schema ritmico di First Construction (in Metal) (sedici sezioni da sedici battute, con la proporzione però diversa, dato che è 4, 3, 4, 5), fa largo uso del piano preparato: la partitura indica di posizionare un pezzo di cartone e una vite nelle corde. La natura dell'uso del motivo è fugale e Cage, nei suoi ultimi anni di vita, per questo motivo si dimostrò insoddisfatto del risultato: in un'intervista del 1980 lo definì "[essenzialmente] una fuga di un nuovo ordine" che ha " riporti dall'educazione e dalla teoria" ed espresse il suo disprezzo per la ripetizione del materiale nelle fughe.

## Third Construction
Third Construction venne scritta nel 1941 sempre per quattro percussioni e dedicata a Xenia Kashevaroff-Cage, all'epoca moglie del compositore e percussionista nella sua orchestra. Ci sono 24 sezioni di 24 battute ciascuna e la struttura ritmica viene ruotata tra i suonatori: 8, 2, 4, 5, 3, 2 per il quarto, 2, 8, 2, 4, 5, 3 per il primo, etc.